# Бомонт ан Верон
Бомонт ан Верон (фр. Beaumont-en-Véron) је насељено место у Француској у региону Центар, у департману Ендр и Лоара.
По подацима из 2011. године у општини је живело 2780 становника, а густина насељености је износила 147,64 становника/km².

## Демографија
| 1962. | 1968. | 1975. | 1982. | 1990. | 2011. |
| ----- | ----- | ----- | ----- | ----- | ----- |
| 1.855 | 1.967 | 1.916 | 2.459 | 2.569 | 2.780 |